# Тушканчиковые
Тушка́нчиковые, или настоящие тушканчики, или трёхпалые тушканчики, или тушка́нчики (лат. Dipodidae), — семейство млекопитающих, объединяющее группу грызунов, населяющих степи, полупустыни и пустыни Палеарктики и приспособленных к специфическим условиям обитания в этих ландшафтах.

## Общее описание
Слово «тушканчик» произошло от тюркского (каз. тышқан — «мышь»). Тушканчики — грызуны от очень мелких размеров до средних: их длина тела от 4 до 25 см. Вес около 200—300 грамм. Хвост длиннее туловища (7—30 см), часто с плоской чёрно-белой кисточкой на конце, служащей рулём при беге, а также визуальным сигналом опасности.
Внешность у тушканчиков очень характерная благодаря короткому туловищу и удлинённым, сильным задним конечностям, длина которых иногда в 4 раза превышает длину передних. При медленном движении некоторые тушканчики передвигаются на всех четырёх ногах, но большинство видов — только на задних. При быстром движении тушканчики переходят на рикошетирующие прыжки длиной до 3 м (большой тушканчик). Задние конечности у тушканчиков сильно видоизменены: ступня удлинённая, и 3 средние плюсневые косточки срастаются в одну кость, называемую цевкой (исключение составляют полутушканчики — пятипалый и трёхпалые). Боковые пальцы на задних конечностях укорочены или полностью отсутствуют. В целом, у азиатских видов задние конечности 5-палые, у африканских — 3-палые. Длинный хвост играет важную роль при движении: он служит балансиром при прыжках, особенно при резких поворотах на большой скорости. Передние конечности короткие. Когти хорошо развиты; на задних конечностях они обычно длиннее, чем на передних.
Голова у тушканчиков крупная, с притупленной мордочкой. Уши обычно длинные, закруглённые, покрытые редкими волосами; иногда в основании срастаются в трубку. Глаза большие; вибриссы длинные, иногда равны длине тела. Шея снаружи почти незаметна: этот отдел позвоночника у тушканчиков укорочен, а у некоторых видов шейные позвонки срослись вместе. Волосяной покров довольно густой и мягкий. Окраска верха тела обычно однотонная, коричневатая или охристо-песчаная. У видов, живущих на песках, площадь стопы может быть увеличена за счёт жёстких волос, образующих своеобразную «щетку» вокруг стопы.
Зубов у тушканчиков 16 или 18. Резцы, помимо разгрызания пищи, служат им основным орудием разрыхления почвы при рытье, в то время как конечностями тушканчики, главным образом, отгребают разрыхлённый грунт.

## Образ жизни
Область распространения тушканчиков охватывает умеренный и жаркий пояса Палеарктики — Северную Африку, южную часть Восточной Европы, Малую, Переднюю и Среднюю Азию, Казахстан, крайний юг Сибири до Северо-Восточного Китая и Монголии. Большинство тушканчиков приурочено в своём распространении к низменным полупустынным и пустынным ландшафтам; лишь отдельные виды населяют степную и лесостепную зоны, а некоторые проникают в горы до уровня около 2 км над уровнем моря. Тушканчиков можно встретить как в песчаных, так и в глинистых и щебнистых полупустынях и пустынях.
Это типично ночные и сумеречные животные, которые день проводят в норах. Но в Казахстане (Мангистауская область) проживают типично дневные тушканчики, выходят из нор поздним утром и исчезают к закату. Норы у тушканчиков бывают 4 типов. Спасательные норы представляют собой простые ходы глубиной 10—20 см. Временные дневные норы длиной 20—50 см, вход в них закупоривается земляной или песчаной пробкой, чтобы сохранить внутри прохладу и влажность. Постоянные норы устроены сложнее: в них имеется главный наклонный ход и один или несколько слепых запасных ходов, подходящих почти к поверхности. Если жилую нору начать раскапывать, то зверёк разрывает крышу одного из запасных ходов и спасается бегством. В дальней части главного хода имеется округлая жилая камера, которую тушканчик выстилает измельчёнными травинками. Зимовочные норы имеют подземные кладовые и зимовочную камеру на глубине 1,5—2,5 м. Облюбовав место для норы, тушканчик разрыхляет грунт резцами и когтями передних лап. Землю подгребает под туловище, затем с силой отбрасывает задними лапами. Вырытый грунт выталкивает из туннеля наружу грудью и передними лапами. Выброшенную землю тушканчик тщательно разбрасывает и утрамбовывает.
На зимний период многие виды впадают в спячку. Размножаются весной и летом, в год бывает 1—3 помёта. После 25—42 дней беременности самка рождает от одного до восьми детёнышей. Пищей тушканчикам служат преимущественно семена и подземные части растений, которые они выкапывают, оставляя характерные лунки. В рацион входят также части растений, а у некоторых видов — и животные корма (мелкие насекомые и личинки). Воды тушканчики не пьют, получая её из корма. Кормовые маршруты у тушканчиков длинные; так, гребнепалый тушканчик за ночь проходит 7—11 км. За сутки тушканчик съедает до 63 г различных кормов.

## Другое
Тушканчики играют важную роль в пустынных биоценозах, оказывая значительное воздействие на почву и её растительный покров. А также тушканчиковые служат пищей для многих пустынных хищников. Некоторые тушканчики наносят вред, повреждая растения, укрепляющие пески, и поедая культурные растения; являются переносчиками возбудителей ряда болезней, включая чуму.
В ископаемом состоянии тушканчики известны с олигоцена. Предки современных тушканчиковых, вероятно, отделились от менее специализированных грызунов около 8 млн лет назад по мере заселения засушливых пространств Азии, откуда они распространились в Европу и Северную Африку. За исключением Европы, где тушканчиковые вымерли, они по сей день проживают в границах своего древнего ареала.

## Классификация
К семейству относят следующие таксоны:
- Подсемейство Cardiocraniinae
  - Род Пятипалые карликовые тушканчики (Cardiocranius)
    - Пятипалый карликовый тушканчик (Cardiocranius paradoxus)

  - Род Трёхпалые карликовые тушканчики (Salpingotus)
    - Жирнохвостый тушканчик (Salpingotus crassicauda)
    - Тушканчик Гептнера (Salpingotus heptneri)
    - Тушканчик Козлова (Salpingotus kozlovi)
    - Бледный тушканчик (Salpingotus pallidus)
    - Тушканчик Томаса (Salpingotus thomasi)

  - Род Salpingotulus
    - Белуджистанский тушканчик (Salpingotulus michaelis)
- Подсемейство Dipodinae — Трёхпалые тушканчики[K 1]
  - Dipus
    - Мохноногий тушканчик (Dipus sagitta)

  - Eremodipus
    - Тушканчик Лихтенштейна (Eremodipus lichtensteini)

  - Род Пустынные тушканчики (Jaculus)
    - Тушканчик Бланфорда (Jaculus blanfordi)
      - Туркменский тушканчик (Jaculus blanfordi turcmenicus)

    - Египетский тушканчик (Jaculus jaculus)
    - Восточный тушканчик (Jaculus orientalis)

  - Род Емуранчики (Stylodipus)
    - Монгольский емуранчик (Stylodipus andrewsi)
    - Джунгарский емуранчик (Stylodipus sungorus)
    - Обыкновенный емуранчик (Stylodipus telum)

  - Род Chimerodipus
    - Chimerodipus auritus[8]
- Подсемейство Euchoreutinae
  - Род Длинноухие тушканчики (Euchoreutes)
    - Длинноухий тушканчик (Euchoreutes naso)
- Подсемейство Allactaginae — Пятипалые тушканчики
  - Род Земляные зайцы (Allactaga)
    - Малый тушканчик (Allactaga elater)
    - Иранский тушканчик (Allactaga firouzi)
    - Тушканчик Хотсона (Allactaga hotsoni)
    - Большой тушканчик (Allactaga major), или земляной заяц
    - Тушканчик Северцова (Allactaga severtzovi)
    - Тушканчик Виноградова (Allactaga vinogradovi)
    - Южногобийский тушканчик (Allactaga balikunica)[9][10]
    - Гобийский тушканчик (Allactaga bullata)
    - Тушканчик-прыгун (Allactaga sibirica)
    - Горный тушканчик (Allactaga euphractica)[9]
    - Четырёхпалый тушканчик (Allactaga tetradactyla)

  - Род Allactodipus
    - Тушканчик Бобринского (Allactodipus bobrinskii)

  - Род Толстохвостые тушканчики (Pygeretmus)
    - Толстохвостый тушканчик (Pygeretmus platyurus)
    - Тарбаганчик (Pygeretmus pumilo)
    - Тушканчик Житкова (Pygeretmus shitkovi)
- Подсемейство Paradipodinae
  - Род Paradipus
    - Гребнепалый тушканчик (Paradipus ctenodactylus)

В России проживают 7 видов из 5 родов: тушканчики большой, малый и прыгун из рода земляных зайцев, обыкновенный емуранчик, мохноногий и пятипалый карликовый тушканчики.